# Волфурт
Волфурт (на немски: Wolfurt) е селище в Западна Австрия. Разположено е в окръг Брегенц на провинция Форарлберг. Надморска височина 434 m. Отстои на около 5 km южно от окръжния център Брегенц. Население 8170 жители към 1 април 2009 г.